# Natação nos Jogos Olímpicos de Verão de 2024 - 400 m livre masculino
A prova dos 400 m livre masculino da natação nos Jogos Olímpicos de Verão de 2024 ocorreu em 27 de julho de 2024 na Paris La Défense Arena, em Paris. Um total de 37 nadadores de 31 Comitês Olímpicos Nacionais (CON) participaram do evento.

## Qualificação
Cada Comitê Olímpico Nacional (CON) poderia inscrever no máximo dois nadadores qualificados em cada evento individual, mas somente se ambos atingissem o "tempo de qualificação olímpica" (OQT). Um nadador por evento poderia potencialmente entrar se atingisse o "tempo de consideração olímpica" (OCT), ou se a cota total de 852 competidores não tivesse sido atingida. Os CONs também poderiam inscrever nadadores independentemente do tempo através das vagas de universalidade, mesmo que não tenham atingindo nenhum dos tempos de inscrição padrão (OQT/OCT).
Após o fim da janela de qualificação, a World Aquatics avaliou o número de nadadores que alcançaram o OQT, o número de nadadores somente para as provas de revezamento e o número de vagas de universalidade, antes de convidar aqueles com OCT para cumprir a cota total de 852. Além disso, as vagas no OCT foram distribuídas por evento de acordo com as posições no ranking mundial durante o prazo de qualificação. Para os 400 m livre masculino, o OQT foi de 3min46s78 e o OCT de 3min47s91.

## Formato
A competição consiste em duas rodadas: preliminares e final. Os nadadores com os 8 melhores tempos nas baterias preliminares avançam para a final. Desempates (swim-offs) são utilizados conforme necessário para quebrar os empates de avanço a próxima rodada.

## Calendário
Horário local (UTC+2)
| Data                | Horário | Fase         |
| ------------------- | ------- | ------------ |
| 27 de julho de 2024 | 10:00   | Preliminares |
| 27 de julho de 2024 | 20:40   | Final        |

## Medalhistas
| Ouro   | GER Lukas Märtens     |
| Prata  | AUS Elijah Winnington |
| Bronze | KOR Kim Woo-min       |

## Recordes
Antes desta competição, os recordes mundiais e olímpicos da prova eram os seguintes:
| Tipo | Atleta          | Tempo   | Local   | Data                |
| ---- | --------------- | ------- | ------- | ------------------- |
|      | Paul Biedermann | 3:40.07 | Roma    | 26 de julho de 2009 |
|      | Sun Yang        | 3:40:14 | Londres | 28 de julho de 2012 |

## Resultados

### Preliminares
Os nadadores com os oito melhores tempos, independente da bateria, avançam à final.
| Pos. | Bateria | Raia | Nadador            | CON                      | Tempo   | Notas            |
| ---- | ------- | ---- | ------------------ | ------------------------ | ------- | ---------------- |
| 1    | 5       | 4    | Lukas Märtens      | GER Alemanha             | 3:44.13 | Q                |
| 2    | 4       | 3    | Guilherme Costa    | BRA Brasil               | 3:44.23 | Q                |
| 3    | 3       | 3    | Fei Liwei          | CHN China                | 3:44.60 | Q                |
| 4    | 5       | 5    | Elijah Winnington  | AUS Austrália            | 3:44.87 | Q                |
| 5    | 4       | 4    | Samuel Short       | AUS Austrália            | 3:44.88 | Q                |
| 6    | 4       | 1    | Aaron Shackell     | USA Estados Unidos       | 3:45.45 | Q                |
| 7    | 4       | 5    | Kim Woo-min        | KOR Coreia do Sul        | 3:45.52 | Q                |
| 8    | 5       | 3    | Oliver Klemet      | GER Alemanha             | 3:45.75 | Q                |
| 9    | 3       | 5    | Ahmed Jaouadi      | TUN Tunísia              | 3:46.19 |                  |
| 10   | 4       | 7    | Danas Rapšys       | LTU Lituânia             | 3:46.27 |                  |
| 11   | 4       | 8    | Kieran Smith       | USA Estados Unidos       | 3:46.47 |                  |
| 12   | 5       | 1    | Zhang Zhanshuo     | CHN China                | 3:46.76 |                  |
| 12   | 4       | 2    | Lucas Henveaux     | BEL Bélgica              | 3:46.76 |                  |
| 14   | 3       | 8    | Zalán Sárkány      | HUN Hungria              | 3:47.33 |                  |
| 15   | 3       | 7    | David Aubry        | FRA França               | 3:47.53 |                  |
| 16   | 5       | 8    | Kieran Bird        | GBR Grã-Bretanha         | 3:47.54 |                  |
| 17   | 5       | 7    | Marco De Tullio    | ITA Itália               | 3:47.90 |                  |
| 18   | 3       | 4    | Victor Johansson   | SWE Suécia               | 3:47.98 |                  |
| 19   | 3       | 1    | Alfonso Mestre     | VEN Venezuela            | 3:48.20 |                  |
| 20   | 3       | 6    | Matteo Lamberti    | ITA Itália               | 3:48.38 |                  |
| 21   | 5       | 2    | Petar Mitsin       | BUL Bulgária             | 3:49.30 |                  |
| 22   | 2       | 5    | Kregor Zirk        | EST Estônia              | 3:49.59 |                  |
| 23   | 4       | 6    | Antonio Djakovic   | SUI Suíça                | 3:49.77 |                  |
| 24   | 5       | 6    | Felix Auböck       | AUT Áustria              | 3:50.50 |                  |
| 25   | 2       | 7    | Eduardo Cisternas  | CHI Chile                | 3:51.29 | Recorde nacional |
| 26   | 2       | 3    | Ilia Sibirtsev     | UZB Uzbequistão          | 3:51.52 |                  |
| 27   | 2       | 4    | Khiew Hoe Yean     | MAS Malásia              | 3:51.66 |                  |
| 28   | 3       | 2    | Eduardo Moraes     | BRA Brasil               | 3:51.74 |                  |
| 29   | 2       | 2    | Joaquín Vargas     | PER Peru                 | 3:54.59 |                  |
| 30   | 2       | 6    | Jovan Lekić        | BIH Bósnia e Herzegovina | 3:57.90 |                  |
| 31   | 2       | 8    | Pavel Alovațki     | MDA Moldávia             | 3:59.77 |                  |
| 32   | 2       | 1    | Loris Bianchi      | SMR San Marino           | 4:01.13 |                  |
| 33   | 1       | 5    | Ilias El Fallaki   | MAR Marrocos             | 4:01.59 |                  |
| 34   | 1       | 3    | Raekwon Noel       | GUY Guiana               | 4:02.29 | Recorde nacional |
| 35   | 1       | 6    | Alberto Vega       | CRC Costa Rica           | 4:03.14 |                  |
| 36   | 1       | 2    | Ridhwan Abubakar   | KEN Quênia               | 4:05.14 |                  |
| 37   | 1       | 4    | Nikola Ǵuretanoviḱ | MKD Macedônia do Norte   | 4:05.38 |                  |

### Final
Os três nadadores mais rápidos na final conquistam as medalhas.
| Pos.              | Raia | Nadador           | CON                | Tempo   | Notas              |
| ----------------- | ---- | ----------------- | ------------------ | ------- | ------------------ |
| Medalha de ouro   | 4    | Lukas Märtens     | GER Alemanha       | 3:41.78 |                    |
| Medalha de prata  | 6    | Elijah Winnington | AUS Austrália      | 3:42.21 |                    |
| Medalha de bronze | 1    | Kim Woo-min       | KOR Coreia do Sul  | 3:42.50 |                    |
| 4                 | 2    | Samuel Short      | AUS Austrália      | 3:42.64 |                    |
| 5                 | 5    | Guilherme Costa   | BRA Brasil         | 3:42.76 | Recorde da América |
| 6                 | 3    | Fei Liwei         | CHN China          | 3:44.24 |                    |
| 7                 | 8    | Oliver Klemet     | GER Alemanha       | 3:46.59 |                    |
| 8                 | 7    | Aaron Shackell    | USA Estados Unidos | 3:47.00 |                    |

Legenda
| Recorde mundial      | Recorde mundial (World record)               |                       | Recorde africano                      | Recorde africano (African) |                                           | Q | Classificado por posição (Qualified) |
| Recorde olímpico     | Recorde olímpico (Olympic record)            | Recorde da América    | Recorde da América (Americas)         | q                          | Classificado por melhor tempo (Qualified) |   |                                      |
| Melhor marca do ano  | Melhor marca do ano (World leading)          | Recorde asiático      | Recorde asiático (Asian)              | DNS                        | Não largou (Did not start)                |   |                                      |
| Recorde nacional     | Recorde nacional (National record)           | Recorde europeu       | Recorde europeu (European)            | DNF                        | Não terminou (Did not finish)             |   |                                      |
| Recorde pessoal      | Recorde pessoal do atleta (Personal best)    | Recorde da Oceania    | Recorde da Oceania (Oceania)          | DSQ / DQ                   | Desclassificado (Disqualified)            |   |                                      |
| Recorde da temporada | Recorde da temporada do atleta (Season best) | Recorde sul-americano | Recorde sul-americano (South America) | NM                         | Sem marca (No mark)                       |   |                                      |